# Arhopala similis
Arhopala similis är en fjärilsart som beskrevs av Druce 1895. Arhopala similis ingår i släktet Arhopala och familjen juvelvingar. IUCN kategoriserar arten globalt som livskraftig. Inga underarter finns listade i Catalogue of Life.